# 실버 서비스

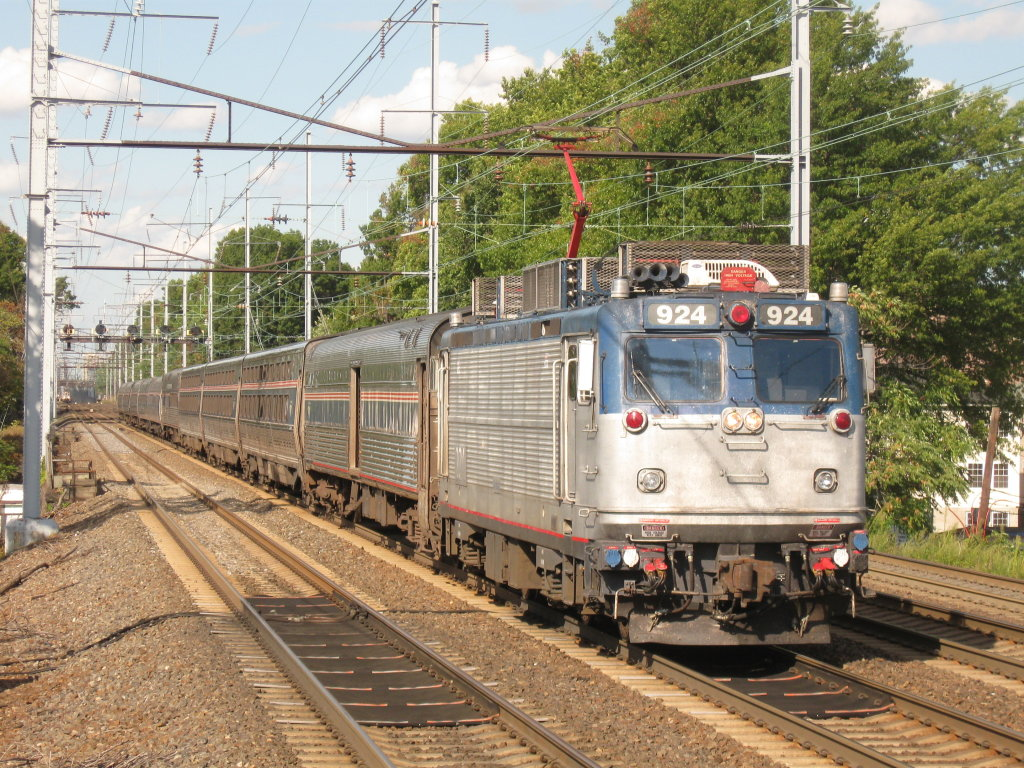

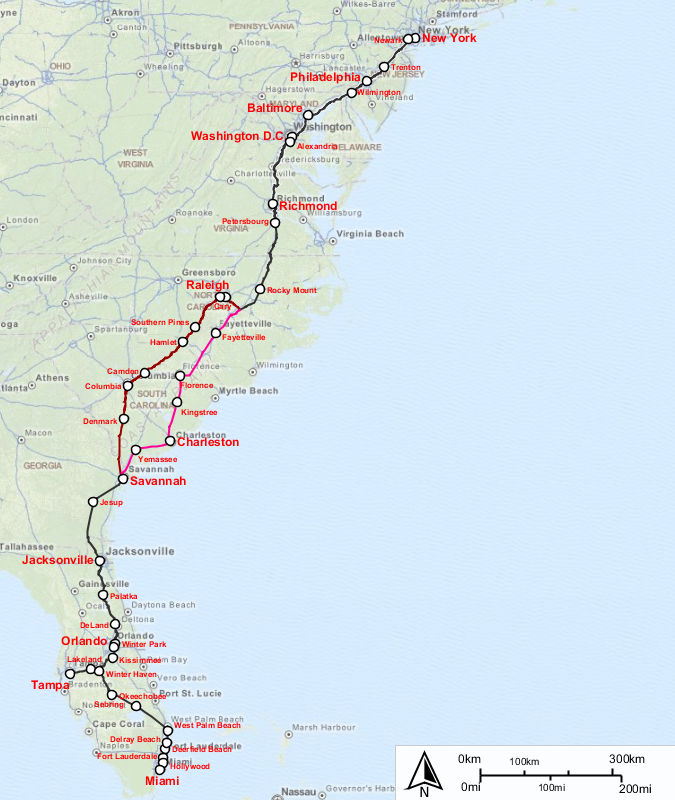
암트랙 실버 서비스 노선도 (interactive map)

실버 서비스(영어: Silver Service)는 실버 메테오와 실버 스타의 2개 노선을 통합한 명칭으로 뉴욕과 마이애미를 잇는 철도이다.
실버 서비스는 록키마운트, 서배너에서 분기한다. 실버 메테오 노선의 경우 페이엣빌, 플로렌스, 찰스턴을 경유하는 반면 실버 스타의 경우 롤리, 캐리, 캠던, 컬럼비아를 경유한다. 또한 실버 스타 노선의 경우 탬파를 경유한다.
1996년부터 2002년까지 암트랙이 세 번째로 실버 팜 열차를 운행했다.
1970년대에 암트랙은 플로리다 플레트(영어: Florida Fleet)란 브랜드를 사용했다. 실버 메테오와 실버 스타를 비롯해 현재 없어진 챔피언이란 열차도 있다.

## 같이 보기
- 실버 코멧